# East Peoria
East Peoria är en stad (city) i Tazewell County, i delstaten Illinois, USA. Enligt United States Census Bureau har staden en folkmängd på 23 448 invånare (2011) och en landarea på 51,7 km².